# Zygmunt Sadowski
Zygmunt Sadowski (* 20. April 1946; † 10. Dezember 2003) war ein polnischer Militär im Rang eines Generalleutnants.

## Leben
Seinen Grundwehrdienst leistete er von 1965 bis 1966 beim Centrum Szkolenia Marynarki Wojennej (Schulungszentrum der Kriegsmarine) in Lędowo. Im Jahr 1968 absolvierte er die Wyższa Szkoła Oficerska Wojsk Pancernych (Höhere Offiziersschule der Panzertruppe) in Poznań. Anschließend diente er beim 13. Pułk Zmechanizowany (Mechanisiertes Infanterieregiment) in Kożuchów, wo er zum Stabschef eines Panzerbataillons aufstieg. Von 1976 bis 1979 besuchte er die Malinowski-Militärakademie der Panzertruppen in Moskau. Danach wurde er Stabschef des 18. Pułk Czołgów (Panzerregiment) in Wędrzyn (Wandern bei Zielenzig, Ostbrandenburg). Von 1981 bis 1984 kommandierte er den 12. Pułk Zmechanizowany in Gorzów Wielkopolski. Danach wurde er stellvertretender Stabschef der 5. Panzerdivision in Gubin. Im Jahr 1988 absolvierte er die Militärakademie des Generalstabes der Streitkräfte der Sowjetunion. Von 1988 bis 1990 kommandierte er die 11. Panzerdivision in Żagań.
Von 1990 bis 1996 war er stellvertretender Stabschef des Śląski Okręg Wojskowy (Schlesischer Militärbezirk) in Breslau. In dieser Eigenschaft leitete er im Jahr 1994 eine der ersten internationalen Truppenübungen im Rahmen des Programms Partnerschaft für den Frieden auf dem Truppenübungsplatz Biedrusko (früher Warthelager). Im Jahr 1996 wurde er Leiter des Zarząd Programowania Rozwoju Sił Zbrojnych (Stab für die programmatische Entwicklung der Streitkräfte) im Polnischen Generalstab. Von Dezember 1998 bis zur Umformierung im Jahr 2001 kommandierte er das Korpus Powietrzno-Zmechanizowany („Luft-mechanisiertes Infanterie-Korps“) in Krakau. Im Jahr 2001 übernahm er die Leitung des Multinationalen Korps Nord-Ost in Stettin. In dieser Funktion verstarb er nach kurzer Krankheit im Jahr 2003.
Beerdigt wurde er auf dem Grabiszyński-Friedhof in Breslau. Er hinterließ Frau und zwei Kinder.

## Ehrungen
- Im Jahr 2004 wurde er zum Namenspatron des 11. Batalion Dowodzenia (Stabsbataillon) in Żagań bestimmt.[2]
- Der Kasernenkomplex „Żagań–Las“ an der Straße Szosa Żarska in Żagań trägt seinen Namen.
- Im Stettiner Stadtteil Pogodno (Braunsfelde) wurde eine Straße nach ihm benannt und an dem Gebäude mit der Hausnummer sechs eine Gedenktafel angebracht.[3]

## Quelle
- Biografie auf den Seiten des Polnischen Verteidigungsministerium (polnisch)